# 10-я Словенская ударная бригада
10-я Словенская народно-освободительная ударная бригада «Иван Градник» (сербохорв. Десета словеначка народноослободилачка ударна бригада "Иван Градник" / Deseta slovenačka narodnooslobodilačka udarna brigada "Ivan Gradnik", словен. 10. slovenska narodnoosvobodilna udarna brigada »Ivan Gradnik«) — словенское подразделение Народно-освободительной армии Югославии. В состав бригады входили четыре батальона.

## Личный состав

### Командиры
- Рудолф «Сварун» Хриберник[серб.] (11 — 16 сентября 1943)
- Франц «Яка» Ройшек[словен.] (16 сентября 1943 — 27 июня 1944)
- Глиша «Рацо» Раца (4 июля 1944 — 11 февраля 1945)
- Миро Свобода (27 марта — 15 мая 1945)

### Политруки
- Янко Рудолф (11 сентября — 18 декабря 1943)
- Звоне Черне[словен.] (18 декабря 1943 — 23 января 1944)
- Йоже «Юре» Коделич (23 января — 5 марта 1944)
- Игнац «Наце» Ферфила (5 марта — 16 сентября 1944)
- Мартин Оцвирк (16 сентября — 9 ноября 1944)
- Марко Врхунец[словен.] (9 ноября 1944 — 15 мая 1945)

### Заместители командиров
- Ладо Файдига (16 сентября — 4 октября 1943)
- Звоне Черне[словен.] (19 октября — 18 декабря 1943)
- Матевж Шивец (22 января — декабрь 1944)
- Йоже «Листер» Голичич (18 апреля — 15 мая 1945)

### Заместители политруков
- Франц «Колумб» Стегнар (16 сентября — декабрь 1943)
- Антон «Горазд» Трчек (16 января — 3 ноября 1944)
- Ибро Байрактаревич (5 ноября 1944 — 15 мая 1945)